# Florian Kulczyński
Florian Kulczyński (ur. 15 lutego 1950) – polski lekkoatleta, młociarz.

## Kariera
Cztery razy stawał na podium mistrzostw Polski - w 1974, 1975 oraz 1979 zdobywał srebro, a w 1973 brąz. Oprócz tego trzy razy był czwarty (1977, 1978 i 1987), raz piąty (1972), raz szósty (1976) i cztery razy ósmy (1983, 1985, 1986 i 1988). Dwa razy bronił barw narodowych w meczach międzypaństwowych – w 1974 przeciwko RFN oraz w 1975 przeciwko USA i Czechosłowacji. Reprezentował kluby: Zawisza Bydgoszcz oraz Gryf Słupsk.
Złoty medalista mistrzostw świata weteranów.

## Rekordy życiowe
- rzut młotem – 74,48 m (16 czerwca 1981, Warszawa[3]) – 14. wynik w historii polskiej lekkoatletyki